# На Україні
«На Україні» (пол. na Ukrainie, серб. na Ukrajine, чеськ. na Ukrajině, словац. na Ukrajinie, словен. na Ukrajine, рос. на Украине) — історично вживане словосполучення на позначення територіального розташування України, яке трапляється в низці слов'янських мов. У сучасній літературній українській мові вважається некоректним, хоча раніше часто використовувалося в офіційній та розмовній мові. Нині вживання цієї конструкції є предметом дискусій, у ході яких варіант «на Україні» протиставляється словосполученню «в Україні». Це пов'язано зі зміною мовної норми після здобуття Україною незалежності.
У слов'янських мовах, як-от польській, сербській, чеській, словацькій, словенській та російській, вживання прийменника «на» поряд з іменником «Україна» вважається нормативною формою як виняток із загальних правил (перед назвами більшості інших країн у них вживається прийменник «в»). Нині в цих мовах спостерігається тенденція поруч із варіантом «на Україні» використовувати «в Україні». Винятком залишається словацька мова, де й надалі єдино правильним вважається «na Ukrajinie». Так, зокрема починаючи з 1990-х років і відновлення незалежности України, заведено вживати «в Україні» в таких мовах, де раніше використовували «на Україні»: починаючи з 2014 року: в сербській мові — «у Украјини»/ / «u Ukrajini», у словенській мові — «v Ukrajini»; починаючи з 2022 року: в польській мові — «w Ukrainie» та в чеській мові — «v Ukrajině».
Схожу проблематику має вживання родівника «the» поряд з «Ukraine» в англійській мові, що було винятком із загальних правил (перед назвами більшості інших країн родівник «the» не вживається). Проблематику вживання «на Україні» для підваження державності України, також згадував у своїх лекціях американський історик Тімоті Снайдер; так, у вересні 2022 року в серії лекцій про історію України в Єльському університеті, Снайдер зазначив, що, «якщо сказати the Ukraine, то українці цього не схвалять. Так само, як і „на Україні“ (at Ukraine). Це звучить, ніби ви збираєтеся не в зовсім визначене місце. На відміну від „в Україні“ — це вже схоже на місце, яке має кордони. Отже, якщо ви говорите „на“ або at, ви говорите не про державу: це щось туманне, невизначене і, можливо, трохи поетичне».

## Вжиток у живих мовах

### Англійська мова
До початку 1990-х років в іноземних медіа або документах могли писати «The Ukraine», або «The Ukrainian Soviet Socialist Republic», бо до України ставилися як до місцевості або до регіону, однак після відновлення незалежності України грамотно стало писати Ukraine, без означеного родівника.

### Польська мова
У польській мові загальновживаним варіантом вважалося «на Україні», та з 2022 року Рада польської мови запропонувала використання синтаксису «в Україні», і саме цей варіант її члени рекомендують до вживання, особливо в офіційних текстах.

### Чеська мова
Чеський професор Михайло Романцов у 2022 році зазначав, що на початку 2022 року, через повномасштабну російсько-українську війну, чеські мовознавці та політологи активно почали обговорювати питання вживання «на / в Україні» в чеській мові, акцентуючи увагу саме на тому, чи має згаданий прийменник образливий характер для українців. У своїй дисертації від 2018 року чеська лінгвістка Гана Прокшова з Карлового університету зазначала, що коли проаналізувати корпус чеської мови, то починаючи з кінця 2010-х у чеській мові почали все частіше й частіше вживати саме форму «v Ukrajině». У чеському виданні Vesmír на початку 2022 року автори статті зазначали, що станом на 2022 рік прийменник «на» для країн у чеській мові вживали лише як виключення з правил — для України та Словаччини (а також до вже неіснуючої Моравії) та підкреслювали, що «це виключення з правил сприймається як образливе й таке, що зображує Словаччину та Україну як підлеглі території на рівні з островами-територіями, які не є незалежними країнами». Уже на початку 2023 року чеські ЗМІ почали офіційно повідомляти своїм читачам, що вони переходять на використання форми «v Ukrajině» у своїх виданнях; так, у січні 2023 року видання investigace.cz повідомило своїм читачам, що так само, як кілька десятків років тому, після відновлення Литвою своєї незалежності, у чеській мові чехи почали використовувати прийменник «в» замість «на» для Литви, так само й зараз редакція видання вважає, що прийшов час почати використовувати форму «v Ukrajině» для України.

### Російська мова
Найавторитетніший російський довідник із правопису Д. Е. Розенталя в останніх виданнях рекомендує вживати «в Україні».
|  | С административно-географическими наименованиями употребляется предлог в, например: в городе, в районе, в области, в республике, в Сибири, в Беларуссии, в Закавказье, в Украине. |

У той же час сайт Грамота.ру рекомендує словосполучення «на Україні», хоча прийменник «на» вживається перед назвами територій, державних утворень із нечіткими кордонами та країн, які асоціюються насамперед із певною територією. Так, Україна є єдиною існуючою неострівною країною, з назвою якої в сучасній російській мові прийнято вживати прийменник «на» (на Кубе, на Кипре, на Маврикии, на Украине). У той же час у деяких офіційних документах Російської Федерації та в російськомовній пресі України вживається варіант «в Украине».
Історично це правило затвердилося лише у XX столітті. Російські джерела XVIII та XIX століть вказують на використання обох варіантів написання. Форму «в Україні» вживали, зокрема, Олександр Пушкін, Антон Чехов, Микола Гоголь, Петро I та інші.. Для прикладу, Олександр Пушкін у поемі «Полтава»:
Средь старых, вражеских могил

Готовя шведам тризну тайну.

Незапно Карл поворотил

И перенес войну в Украйну.
Гоголь писав російською:
|  | Порядку нет в Украйне: полковники и есаулы грызутся, как собаки, между собою |

Лев Толстой у романі «Війна і мир»:
|  | Багратион долго не присоединяется (хотя в этом главная цель всех начальствующих лиц) потому, что ему кажется, что он на этом марше ставит в опасность свою армию и что выгоднее всего для него отступить левее и южнее, беспокоя с фланга и тыла неприятеля и комплектуя свою армию в Украине. А кажется, и придумано это им потому, что ему не хочется подчиняться ненавистному и младшему чином немцу Барклаю. |

З самого ж початку існування Радянського Союзу до 1992 року єдиною правильною формою вважалася «на Україні».

Приклад із праці В. І. Леніна 1919 року: 
|  | Теперь на Украине каждая банда избирает кличку, одна свободнее другой, одна демократичнее другой, и в каждом уезде — по банде. |

Мовознавець Іван Огієнко пише про це так:
|  | Під Совєтами дозволена тільки етнографічна форма «на Україні», а державницька «в Україні» заборонена. |

Хоча тоді вживання варіанта  «в Україні» існувало як в українській, так і в росчійській мові, воно було менш поширеним.
У січні 2009 року київський журналіст Юрій Шеляженко надіслав в Інститут російської мови РАН інформаційний запит щодо правильності вживання прийменників «в» і «на» зі словом «Україна». У відповіді інституту від 25 вересня 2009 року зазначається, що 1993 року Уряд України поставив вимогу визнати варіант «в Украину» (та, відповідно, «из Украины» замість «с Украины») нормативним, що було б «лінгвістичним підтвердженням статусу незалежної держави, а не підлеглого регіону», але така норма досі не була затверджена. Однак, зазначається у відповіді, на сьогодні в російській мові існують дві форми:
|  | …традиційна літературна норма з прийменником «на» і відносно нова, що вводиться з міркувань політкоректності на прохання України — з прийменником «в». Вибір форми в кожному конкретному випадку має здійснюватись мовцем (автором) з обов’язковим врахуванням умов спілкування. |

На думку ексрадника президента Росії Андрія Ілларіонова, Російська Федерація розпочала війну з Україною значно раніше, ніж 20 лютого 2014 року (дата, викарбувана Міністерством оборони Росії на медалі «За повернення Криму» як початок військової операції щодо захоплення півострова). Початком війни, а саме її інформаційної складової, Ілларіонов вважає 27 липня 2013 року, коли Володимир Путін в офіційних виступах «застосував щодо назви сусідньої країни (Україна) не прийменник „в“, який традиційно використовується в російській мові щодо незалежних держав, а прийменник „на“, який зазвичай використовується щодо територій, які не мають ознак державності», причому «точно така ж граматична форма „в Україні“ до 27 липня 2013 року використовувалася і в усіх офіційних російських документах», а, як доказ, приводить цитати Путіна:
- 12 липня 2012 року, спільна заява президентів Росії і України за підсумками п'ятого засідання Російсько-Української міждержавної комісії:

|  | Окреме значення в поглибленні гуманітарних зв’язків матиме всебічна підтримка на державному рівні української культури та української мови в Російській Федерації та російської культури і російської мови в Україні.Оригінальний текст (рос.) Отдельное значение в углублении гуманитарных связей будет иметь всемерная поддержка на государственном уровне украинской культуры и украинского языка в Российской Федерации и русской культуры и русского языка в Украине. |

- 12 липня 2012, декларація про зміст російсько-українського стратегічного партнерства:

|  | Сторони надаватимуть підтримку українській мові в Російській Федерації та російській мові в Україні відповідно до загальноєвропейських норм, інтересів росіян і українців та завдань розширення всебічних зв’язків між людьми |

- 4 березня 2013 року, зустріч із Віктором Януковичем:

|  | Але з точки зору соціально-економічної сьогодні, мені здається, ні в Україні, ні в Росії немає серйозних експертів, які б не вважали, що це (вступ до Митного союзу) для України виключно позитивний процес |

- 27 липня 2013 року, 14:20, початок зустрічі з Віктором Януковичем:

|  | Мені приємно відзначити, що ми з Вами постійно в особистому контакті перебуваємо: і Ви приїжджаєте до нас з робочими візитами, і я буваю в Україні – сьогоднішня зустріч зайве тому підтвердження |

- 27 липня 2013 року, 14:40, зустріч із членами Священного Синоду Української православної церкви Московського патріархату:

|  | Власне кажучи, це основна мета нашого перебування сьогодні в Україні, у Києві |

- 27 липня 2013 року, 17:30, конференція «Православно-слов'янські цінності — основа цивілізаційного вибору України»:

|  | До кінця XIX століття чавуну вироблялося на Україні вдвічі більше, ніж на Уралі |

Починаючи з вечора 27 липня 2013 року Володимир Путін у згадках про Україну використовує лише неправильну з граматичної точки зору форму «на Україні».
- 19 вересня 2013 року, засідання міжнародного дискусійного клубу «Валдай»:

|  | У тому, що якщо рівень митного захисту ще більше буде знижений на Україні, то на Україну хлинуть досить хороші за якістю і дешеві за ціною європейські товари... |

Аналогічно Володимир Путін неодноразово використовував словосполучення «на Україні» під час пресконференції 19 грудня 2013 року, під час відповідей 4 березня 2014 року на питання журналістів про ситуацію в Україні, під час звернення президента Росії 18 березня 2014 року.
Вслід за Володимиром Путіним мовну агресію почали застосовувати й інші російські високопосадовці, зокрема міністр закордонних справ Росії Сергій Лавров:
- 20 грудня 2013 року:

|  | Розтин» цього захисту через український кордон означав би, що в Україну хлинув би потік конкурентоспроможних товарів... Ми були до цього готові і раніше, навіть у розпал подій на Україні... |

Аналогічно вчинив й глава Російської православної церкви Кирило (Гундяєв):
- 27 липня 2013 року, 14:40, зустріч Володимира Путіна з членами Священного Синоду Української православної церкви Московського патріархату:

|  | Сьогодні ми перебуваємо в Україні, у братній країні, в тому місці, де відбулося Водохреще |

;
- 14 серпня 2014 року, звернення до Константинопольського патріарха Варфоломія:

|  | Ще восени минулого року, на початку поточної політичної кризи на Україні… Представник Української греко-католицької церкви заявив, що на Україні… Уніати і ті розкольники, що приєдналися до них, намагаються взяти верх над канонічним православ'ям на Україні… |

#### Політика вживання «на Україні» в російських ЗМІ
Вибір сполучення «в Украине» державною нормою роз'єднав носіїв російської мови України на два табори, що трапилося після розпаду Радянського Союзу. В Росії мало хто звертав на це увагу до масових акцій протесту на Євромайдані.
Головний редактор російської «радіостанції» «Ехо Москви», що належить державній компанії Газпром, О. О. Венедиктов згідно з нормою сучасної російської мови завжди вживав і вживає варіант «на Украине». Це саме словосполучення також постійно використовував у новинах радіостанції:
«На Украине запретили культовый российский фильм „Брат 2“».
Але в ефірі «Еха Москви» деякі ведучі демонстративно вживали сполучення «в Украине», виказуючи політичну солідарність з Україною.
Співробітники незалежного інформаційного телеканалу «Дождь» зробили свій вибір наприкінці зими 2014 року. До 28 лютого 2014 року у стрічці новин каналу використовувався виключно варіант «на Украине»:
«„Черный четверг“ на Украине. Оппозиция обвинила Партию регионов в государственном перевороте».
«Бориса Немцова не пустили на Украину».
З 1 березня того ж року у стрічці новин та ведучими телеканалу «Дождь» стало вживатися сполучення «в Украине»:
«В Украине началась всеобщая мобилизация».
«СБ ООН в субботу проведет встречу по ситуации в Украине».
Журналісти та редактори BBC в Росії не підтримуються єдиної норми і переважно вживають прийменник «на». Наприклад, в одній новині «„Может, Путин образумится?“. Что думают жители Лондона о кризисе на Украине?» за 12 хвилин можуть зустрітися обидва варіанти: 9 разів «на Украине» і 2 рази «в Украине».
Версія статті Святослава Хоменка російською мовою Російської служби BBC:
«Люстрация на Украине: кому и чего бояться
Украинская служба Би-би-си
27 сентября 2014
Эпопея с законом о люстрации на Украине выходит на финишную прямую. В четверг, через девять дней после принятия Верховной Радой закона „Об очищении власти“, его подписал спикер Александр Турчинов».
Британо-українська версія статті Святослава Хоменко російською мовою Української служби BBC:
«Люстрация в Украине: кто, кого и за что?
ВВС Украина
27 сентября 2014
Эпопея с законом о люстрации в Украине выходит на финишную прямую. В четверг, через девять дней после принятия Верховной Радой закона „Об очищении власти“, его подписал спикер Александр Турчинов».
В межах України реакція на вживання прийменника «на» досягла величезного накалу. 19 лютого 2015 року на 17-й хвилині інтерв'ю телеканалу «Укрлайф-тіві» (UKRLIFE.TV) політичний експерт Дмитро Джангіров обурився використовуванням сполучення «на Україні» в протоколі угоди Мінська-2 і здивувався, чому це не стало приводом зриву переговорів:
Дмитро Джангіров: «„Проведение конституционной реформы на Украине“, — Господи! Какой ужас! На Украине! Украина подписала, а тут — „на Украине“. Посол: „на Украине“».
Ведуча: «Это перевод неправильный, дайте сюда! Дайте! Не может быть!»
Дмитро Джангіров: «Я вынужден огорчить — „на“! Секундочку, а протест? А срыв переговоров за такое?».

### Українська мова
В українській мові мовознавцями нормативним вважається тільки вживання «в Україні», прийменник «на» вживається тоді, коли не говориться про окрему незалежну територію, чи мається на увазі острів, наприклад: «На Волинь, на Закарпаття, на Кубу», але «В Польщу, в Росію».
Класик української літератури та пророк української незалежної держави Тарас Шевченко іноді в своїх творах вживав обидва варіанти словосполучення «в» і «на», що відповідає правилам чергування голосних та приголосних, проте лиш у варіантах назви країни «Україна» та «Вкраїна» відповідно. Наприклад, у вірші «Заповіт» поет вживає прийменник «на»:
|  | Як умру, то поховайте Мене на могилі, Серед степу широкого, На Вкраїні милій |

А в творі «Думи мої, думи мої» Тарас Шевченко закликає: 
|  | В Україну ідіть, діти! В нашу Україну |

Пантелеймон Куліш у романі «Чорна рада»:
«Потурай тілько їм, то якраз заведуть на Вкраїні шляхетськії звичаї і заколотять миром не згірше. Уже ж, здається, Польща нас добре провчила, уже пора нам знати, що нема там добра, де нема правди. Ні, нехай у мене всяке, нехай і міщанин, і посполитий, і козак стоїть за своє право; тоді буде на Вкраїні і правда, і сила. Шрам за сі слова обняв і поцілував гетьмана.
 — Дай же,— каже,— боже, щоб твоя думка стала думкою всякого доброго чоловіка на Вкраїні!
 — І дай, боже, — додав Сомко, — щоб обидва береги Дніпровії приклонились під одну булаву! Я отеє, скоро одбуду царських бояр, хочу йти на окаянного Тетерю. Виженем недоляшка з України, одтиснем ляхів до самої Случі, да, держачись за руки з Москвою, і громитимем усякого, хто покуситься ступити на руськую землю!»
Кобзарі вживали сполучення «на Украіні». У виданих російською мовою «Записках о южной Руси» Куліш друкував думи кобзарів. Наприклад «Дума о вдове и трёх сыновьях»:
«Ой як на славній Украіні».
Дійові особи драми «Байда, князь Вишневецький» Пантелеймона Куліша Байда, Андибер, Тульчинський кажуть «на Вкраїні», наприклад:
Байда: «Про все, що там постало на Вкраїні».
Леся Українка «Надія»:
Надія вернутись ще раз на Вкраїну
«Жалібний марш»:
Батько наш в могилі,
Та на Україні
Слава його не загине!
Михайло Грушевський: «Народ наш живе на Україні уже дуже давно».
Іван Нечуй-Левицький: «… [проф. Грушевський] жалкує, що харківський филологічний факультет забаллотірував прийняття галицькоі книжньоі мови й правопису на Украіні».
Михайло Драгоманов: «народу на нашій Україні»;
«про темноту народу на Україні». Але: «в Україні російській», «в Україні австрійській».
Іван Франко: «Тодї він попросив виясненя у полковника Витязенка, а сей відписав йому: „А що козаки прозвищами не сходяться, так се тому, що у нас на Українї такий звичай“».
Михайло Лозинський: «… як уже викликала на Украïнï, тисячу поборників народнього дïла;» (Лист Павлика до Драгоманова з 10 квітня 1876).

#### Політика вживання «на Україні» в українських ЗМІ

##### Рання українська преса
У першій щоденній українській політичній, економічній і літературній газеті Громадська думка вживалося сполучення «на Україні», що також спостерігається у її безпосередньому продовженні — газеті Рада:
С. 1. «„Рада“ Рік видання шостий. Газета політична, економична і літературна <…> друкує фельєтони, а тако-ж статті на Вкраїні, в Росії і за-границею…»
С. 2. «На Україні <…> на російській Україні <…> на Україні»
Словосполучення «на Україні» також вживалось і за кордоном в Урядовому органі Українського Народного Союза (УНС) газеті Свобода. Наприклад, Рік XXVI. Джерзи Сіти, Н. Дж., вівторок, 1 січня 1918. Ч. 1.:
С. 2. Редакція «Свободи»: «Дві Українські Ради. <…> проголосила себе „Українською Радою“ і заявила, що признає лише себе правною властию на Україні, а київську У. Ц. Раду „касує“».
С. 5. О. Русаневич. Українські інтереси: «на Україні».
Але С. 5. Гнат Журнбіда. Земля, воля й просвіта: «в Україні»

##### Українська преса часів УНР
Протягом свого життя Симон Петлюра у статтях, листах та державних документах УНР жодного разу не вжив сполучення «в Україні», чому свідчить видання Української Вільної Академії Наук 1956 року.
Наказ Генерального Секретаря Військових Справ УНР від 8 листопада 1917 року:
Внаслідок останніх подій вся влада на Україні перейшла до Центральної Ради, української народньої, й її Генерального Секретаріяту, органу українського селянства, вояцтва й робітництва.
Наказ Генерального Секретаря Військових Справ УНР від 25 листопада 1917 року:
Влада на Україні належить Генеральньному Секретареві й він не допустить посягательства.
Меморандум до німецького посла Мума 28 травня 1918 року:
Ваша Екцеленціє! Події, що відбуваються на Україні, примушують мене звернутись до Вас, яко представника заприязненої нам держави.

##### Преса УРСР
Впродовж радянської окупації України й відповідно періоду Радянської України офіційною мовною нормою в межах України було вживання сполучення на Україні. Саме «на Україні» вживали такі українські діячі як Винниченко, Донцов та Бандера. Зокрема, Винниченко у «Щоденнику» жодного разу не вживав прийменника «в» у сполученні з назвою Украïни, наприклад:
С. 326: «Але невже ж таки я справді поїду на Україну?»: С. 352: Земмерінґ, 23. V. «Поляки взяли Стрий. Значить, кінець: уже ніяк мої книжки не підуть на Україну».
С. 362: Відень, 27. VII. «Становище на директоріянській Україні цілком безнадійне». Так само Дмитро Донцов протягом свого життя вживав прийменник «на» як у «Підставах нашоï політики», як у назві «Похід Карла XII на Україну», й також, наприклад, у Передмові до третього видання «Націоналізма»: «„Малоросіянство“, яке і перед 1926-м і в наші дні пишним чортополохом розцвіло і на Україні» як і Степан Бандера, який писав «Мій батько перебув усю історію УГА на „Великій Україні“ (тобто на Наддніпрянщині) в роках 1919—1920, боротьбу з большевиками й біломосковськими військами, тиф».
Однак окремі українські діячі радянського періоду України вважали правильне вживання саме «в Україні». Мовознавець і славіст, міністр освіти в уряді УНР Іван Огієнко написав 1935 року в науково-популярному місячнику «Рідна мова» статтю з назвою «В Україні, а не на Україні»:

| Коли говоримо про докладно окреслену територію, як закінчене ціле, або про самостійну державу, тоді завжди вживаємо прийменник в чи у (а не на): в Австрії, в Америці, в Румунії, у Франції, в Польщі, в Росії і т. ін. Що ж до прийменника на з місцевим відмінком, то його вживаємо при географічних назвах на питання „де“ тільки тоді, коли територія, що про неї йдеться, не окреслена докладно, не самостійне ціле, тільки складова частина якоїсь держави: на Поділлі, на Полтавщині, на Київщині, на Волині, на Буковині… До непродуманих традиційних форм належить і вислів на Україні, що має прецікаву історію… Цілі віки ми чули то na Ukraine (від поляків), то на Украине, а тому й защепили собі це на Україні як своє власне, зовсім забувши про його історичне походження й не відчуваючи, що власне на — болюча й зневажлива ознака нашого колективного поневолення… Мусимо змінити стару граматичну форму й уживати в Україні, в Україну[73]. |
Микола Тимошик так писав про статтю Огієнко «В Україні, а не на Україні»: "Варто навести фрагмент із цієї статті, де автор переконливо досліджує причину багатолітнього вживання терміна «на Україні», як прагнення ворогів української державності вважати Україну не як самостійну державу, а як якесь територіальне, не самостійне ціле, як складову частину чиєїсь держави: «За останні 50 літ ми остаточно зреклися своїх колишніх назв Русь та Малоросія, прийнявши назву Україна за назву цілої нашої етнографічної території; коли ж так, то мусимо змінити й стару граматичну форму, й уживати тільки в Україні, в Україну, а не на Україні, на Україну. В 1917—1920 роках існувала Україна як незалежна держава… Мусимо прийняти тільки вираз „в Україні“, як кажемо: в Росії, в Італії і т. ін., викинувши остаточно з нашого вжитку граматичну ознаку нашого колишнього поневолення — рабську форму „на Україні“».
З того часу мовний аспект почав пребувати під тиском політичної ідеології.

##### Українська преса в еміграції / діаспорі
Але ще нічого ганебного не було в тому, що в періодиці українськіх націоналістів «Нація в поході» 1941 року зустрічалися варіанти «в Україну», «ув Україні» (с. 6), «на Україні» (с. 11).
Степан Бандера у «Слові до Українських Націоналістів-Революціонерів за кордоном» 1948 року 8 разів вжив сполучення «в Україні» і 2 рази «на Україні»:
С. 67. «визвольної боротьби в Україні» <…> «Важка боротьба на Україні».
Дмитро Донцов у доповіді «Заповіт Шевченка» 1950 року у Торонто використовував тільки сполучення «на Україні».
Мовознавці в еміграції не віддали однораптово преференцію державотворчому словосполученню «в Україні» та не вважали варіант «на Україні» колоніальним чи принизливим для всіх українців.
Українські патріоти, співробітники Енциклопедії українознавства, В. Сімович, З. Кузеля, В. Січинський, Ю. Шерех вживали сплучення «на Україні», не вважаючи його рабським.
У 1974 році Михайло Сосновський у політичному портреті ідеолога «чинного націоналізму» Дмитра Донцова на одній сторінці вжив обидва словосполучення: державотворчій «в Україні» та ще тоді не принизливий «на Україні», що свідчило за відсутність єдиної норми за кордонами України.
Василь Чапленко у своїх працях 70-х років XX століття писав «на Україні», але у «Мовній політиці більшовиків на Україні» зустрічаються лише одиничні приклади вживання сполучення «в Україні», а в «Історії нової української літературної мови» цитував митрополита Іларіона за його оригіналом, тобто не редактуючи «в Україні».
Мовознавець Ю. Шевельов навіть у 1991 році у вступній частині до збірки Олександра Потебні писав тільки «на Україні».

#### Староукраïнська мова
У Львівському літописі — одному з найраніших відомих історичній науці українських літописів — у 9 випадках згадування назви території України вживається тільки сполучення «на Україні» (6 разів під роками 1635, 1638, 1648), наприклад:
«<…> которий на тих міст писал до Хмельницького през посла своєго і уступити жадал їм на Україну, обіцуючи їм і то все пробачити, що поробили, і що просили, даровати на коронації своїй. І уступил Хмельницький зо всім войськом на Україну, упоминаючи шляхту універсалом своїм, аби русі, подданих своїх, не губили, що і король мандатом своїм подтвердил бул».
У цифрових копіях документу 1710 року за оригінальною назвою «Договоры и Постановлєня Правъ и волностєй войсковыхъ» на староукраїнській мові, відомому у помилковому перекладі з латини як «Конституція Пилипа Орлика», словосполучення «в Україні» вживано 1 раз:
«швεдского Кароля Дванадцятого, особливымъ Б[о]га всεмогущого промысломъ з войсками своïми вступившого в Үкраїнү»;
і словосполучення «на Україні» 3 рази:
«Іновѣрцεмъ сожитія на Үкраїнѣ, а наибарзѣй zловѣрію жидовскому нε позволяти»;
«н[ы]нѣшную войну на Үкраїнѣ шкоды»;
«Жε посполитымъ людεмъ прεждε сεго на Үкраїнѣ наεзды и подводы, а козакамъ проводничεства найболшъ приносили тяжεсти, чεрεзъ которыε людε до крайнεго в худобах своих приходили zнищεня».

## Вжиток у мертвих мовах

### Церковнослов'янська мова
У Галицько-Волинському літописі, писаному, як і усі літописи Русі, церковнослов'янською мовою, зустрічається тільки вживання «на Вкраинѣ» під 1280 р., «на Вкрайницѣ» під 1282 р. Але у цих випадках словом «Україна» була означувана не назва країни, а пограничні землі супроти державного центру в Києві.